# Antoine Huby
Pour les articles homonymes, voir Huby.
Antoine Huby, né le 19 janvier 2001 à Uzel, est un coureur cycliste français.

## Biographie
Antoine Huby commence le cyclisme au CC Uzelais, un club où son père est entraîneur et dont le président est son oncle. Adepte de cyclo-cross où il a comme rival régional Axel Laurance et étant supporter notamment de Julian Alaphilippe, il obtient le titre de champion de France en catégorie cadets, juniors et espoirs. Il passe professionnel durant l'hiver 2020 au sein du Cross Team Legendre, une équipe centrée sur cette discipline.
Sur route, il a des aptitudes de grimpeur. Il se signale lors du Tour Alsace 2021 où il termine deuxième d'une étape au sommet de la Planche des Belles Filles. En juin 2022, il subit une fracture au fémur gauche. 

### Vendée U
Alors qu'il souhaite davantage évoluer sur la route, il est recruté par Vendée U en 2023. En avril, il réalise un bon Circuit des Ardennes où il se classe 9e du classement général. Il enchaîne par Liège-Bastogne-Liège espoirs où il est seulement devancé par Francesco Busatto. Sa bonne forme se confirme sur le Tour du Gévaudan (7e), épreuve amateur, puis sur la Flèche du Sud (2e du général derrière Pim Ronhaar). Sous le maillot de l'équipe de France, il participe à deux manches de la Coupe des Nations U23, l'Orlen Nations Grand Prix, 7e du général, accompagné de ses compatriotes Jordan Labrosse (5e) et Mathys Rondel (8e) et la Course de la Paix-Grand Prix Jeseníky dont il remporte le classement général après avoir terminé 2e de la deuxième étape. Il réalise un top 10 lors du championnat de France amateurs (9e).
Il connaît ses premières déconvenues de la saison en août, sur le championnat de France espoirs (abandon) puis lors du championnat du monde espoirs (abandon) qui voit Axel Laurance être sacré. Il conclut sa saison sur le Tour de l'Avenir puis le Grand Prix de Plouay (11e).

### Soudal-Quickstep

#### Saison 2024
En août 2023, Soudal Quick-Step annonce son recrutement pour 2024 et 2025. Son manager Patrick Lefevere met en avant ses aptitudes de puncheur. Il étrenne pour la première fois ses nouvelles couleurs sur les routes australiennes. Se mêlant à quelques sprints massifs, il décroche deux accessits, 11e puis 8e d'étape sur le Tour Down Under (27e au classement général). De retour en Europe, il prend le départ de l'Ardèche Classic, il arrive pour la 5e place mais, manquant de lucidité dans le final, il se classe 12e. Le lendemain, il se classe 24e de la Drôme Classic. En mars, il découvre des épreuves World Tour comme les Strade Bianche (56e) et le Tour de Catalogne où il officie auprès de Mikel Landa (2e du classement général). À titre personnel, il se distingue sur les Quatre Jours de Dunkerque, 16e du classement général. En juin, il est aligné sur le Critérium du Dauphiné et chute lors de la 7e étape (abandon). Souffrant de deux côtes cassées et deux fissurées, celle-ci laissera des traces et il ne réalisera pas de résultats majeurs sur la fin de saison. Il découvre tout de même deux autres épreuves World Tour, les Grands Prix cyclistes de Québec (106e) et Montréal (abandon).

#### Saison 2025
Sa deuxième saison au sein de la structure belge commence également en Australie. Il décroche son premier accessit sur la Surf Coast Classic (11e). Mi-février, il est renversé par un véhicule à l'entraînement et souffre d'une fracture de l'omoplate.

## Palmarès sur route

### Par années
- 2018
  - 2e d'Arguenon-Vallée Verte
- 2019
  - 3e du championnat de Bretagne juniors
- 2023
  - Classement général de la Course de la Paix-Grand Prix Jeseníky
  - 2e de Liège-Bastogne-Liège espoirs
  - 2e de la Flèche du Sud

### Classements mondiaux
| Année                                 | 2023 | 2024 |
| ------------------------------------- | ---- | ---- |
| Classement mondial                    | 495e | 904e |
|                                       |      |      |
| Légende : nc = non classéSource : UCI |      |      |

## Palmarès en cyclo-cross
- 2015-2016
  - Coupe de France cadets
- 2016-2017
  -  Champion de France de cyclo-cross cadets
- 2017-2018
  - 2e de la Coupe de France juniors
- 2018-2019
  -  Champion de France de cyclo-cross juniors
- 2020-2021
  -  Champion de France de cyclo-cross espoirs